# Pance (priimek)
Pance je priimek več znanih Slovencev:
- Branka Rotar Pance (*1967), muzikologinja
- Eric Pance (*1991), hokejist
- Mira Pance (1930-1970), tekstilna tehnologinja
- Žiga Pance (*1989), hokejist